# Liên đoàn Xử lý Thông tin Quốc tế
Liên đoàn Xử lý Thông tin Quốc tế hay Liên đoàn Quốc tế về Xử lý Thông tin, viết tắt IFIP (International Federation for Information Processing) là một tổ chức phi chính phủ quốc tế hoạt động trong lĩnh vực nghiên cứu xử lý thông tin.
IFIP thành lập năm 1960 dưới sự bảo trợ của UNESCO trong đại hội Computer World đầu tiên tổ chức tại Paris năm 1959. IFIP là thành viên liên kết khoa học của Hội đồng Khoa học Quốc tế (ISC), và của Hội đồng Quốc tế về Khoa học (ICSU) trước đây.
Chủ tịch IFIP là Mike Hinchey từ  Ireland được bầu từ 2016 và tái nhiệm đến năm 2022.

## Mục tiêu
IFIP là tổ chức đa quốc gia, phi chính trị hàng đầu về Khoa học và Công nghệ Thông tin & Truyền thông:
- Được công nhận bởi Liên Hợp Quốc và các cơ quan khác trên thế giới
- Có một mối quan hệ đối tác tư vấn chính thức với UNESCO
- Đại diện cho hội Công nghệ Thông tin từ 56 quốc gia hoặc khu vực, bao gồm tất cả năm châu lục với tổng số hơn nửa triệu thành viên
- Kết nối hơn 3.500 nhà khoa học từ viện hàn lâm và công nghiệp, tổ chức ở hơn 101 nhóm làm việc trong 13 Ủy ban kỹ thuật
- Tài trợ hàng năm 100 hội nghị từ tin học lý thuyết đến mối quan hệ giữa tin học và xã hội bao gồm các công nghệ phần cứng và phần mềm, và các hệ thống thông tin mạng

## Tổ chức
IFIP hiện có 42 thành viên quốc gia và 4 thành viên liên kết (2015).

## Hoạt động
Các hội nghị IFIP được tiến hành hàng năm. Những hội nghị gần đây là:
- 2019: Kiev  Ukraina
- 2018: Poznan  Ba Lan
- 2017: Colombo  Sri Lanka
- 2016: San José  Costa Rica
- 2015: Daejeon  Hàn Quốc
- 2014: Vienna  Áo
- 2013: Poznan  Ba Lan
- 2012: Amsterdam  Hà Lan
- 2011: Prague  Cộng hòa Séc
- 2010: Brisbane  Úc
- 2009: Hanoi  Việt Nam
- 2008: Milan  Ý
- 2007: Addis Ababa  Ethiopia
- 2006: Santiago  Chile
- 2005: Gaborone  Botswana
- 2004: Toulouse  Pháp
- 2003: Vilnius  Litva
- 2002: Montreal  Canada
- 2001: Natal  Brasil
- 2000: Beijing  Trung Quốc
- 1999: Petaling Jaya  Malaysia
- 1998: Budapest  Hungary
- 1997: Canela  Brasil
- 1996: Canberra  Úc
- 1995: Calgary  Canada
- 1994: Hamburg  Đức
- 1993: Tokyo  Nhật Bản
- 1992: Toledo  Tây Ban Nha
- 1991: Harare  Zimbabwe
- 1990: Buenos Aires  Argentina

Các chủ tịch được bầu với nhiệm kỳ 3 năm.
| Nr. | Nhiệm kỳ  | Chủ tịch             | Từ nước  |
| --- | --------- | -------------------- | -------- |
| 18. | 2016-2022 | Mike Hinchey         | Ireland  |
| 17. | 2010-2016 | Leon Strous          | Hà Lan   |
| 16. | 2007-2010 | Sebastiaan von Solms | Nam Phi  |
| 15. | 2002-2007 | Klaus Brunnstein     | Đức      |
| 14. | 2001-2002 | Walter Grafendorfer  | Áo       |
| 13. | 2001      | Robert Aiken         | Hoa Kỳ   |
| 12. | 1998-2001 | Peter Bollerslev     | Đan Mạch |
| 11. | 1995-1998 | Kurt Bauknecht       | Thụy Sĩ  |
| 10. | 1992-1995 | Asbjørn Rolstadås    | Na Uy    |
| 9.  | 1989-1992 | Blagovest Sendov     | Bulgaria |
| 8.  | 1986-1989 | Ashley Goldsworthy   | Úc       |
| 7.  | 1983-1986 | Kaoru Ando           | Nhật Bản |
| 6.  | 1977-1983 | Pierre Bobillier     | Thụy Sĩ  |
| 5.  | 1974-1977 | Richard Tanaka       | Hoa Kỳ   |
| 4.  | 1971-1974 | Heinz Zemanek        | Áo       |
| 3.  | 1968-1971 | Anatol Dorodnicyn    | Nga      |
| 2.  | 1965-1968 | Ambros Speiser       | Thụy Sĩ  |
| 1.  | 1960-1965 | Isaac Auerbach       | Hoa Kỳ   |